# Megalopsallus sarcobati
Megalopsallus sarcobati är en insektsart som först beskrevs av Knight 1969.  Megalopsallus sarcobati ingår i släktet Megalopsallus och familjen ängsskinnbaggar. Inga underarter finns listade i Catalogue of Life.